# Аввакумовка (село)
Аввакумовка (каз. Аввакумовка) — исчезнувшее село в Иртышском районе Павлодарской области Казахстана.

## Географическое положение
Располагалось в 109 км к юго-западу от села Иртышск и 3 км к северо-востоку от села Селеты, у оз. Жалаулы.

## Население
По переписи 1926 г. в селе проживало 413 человек. Село населяли немцы, исповедовавшие лютеранство.

## История
Село Аввакумовка основано в 1910 году немцами-переселенцами с Поволжья. В селе имелись школа и изба-читальня.